# Tour dei New Zealand Māori 1954
I New Zealand Maori, selezione rugbystica di giocatori di etnia Maori nel 1954 si imbarcarono per un tour nelle Isole Figi.

## Risultati
Sistema di punteggio: meta = 3 punti, Trasformazione=2 punti. Punizione e calcio da mark=  3 punti. drop = 3 punti. 
| Lautoka 5 agosto 1954 | Fiji Europeans | 28 – 31 | NZ Maori XV |  |

| Vatukoula 7 agosto 1954 | Vatukoula - Nadroga | 3 – 25 | NZ Maori XV |  |

| Lautoka 11 agosto 1954 | Northern District | 19 – 20 | NZ Maori XV |  |

| Arbitro: | C Matheson |

|                                                        |           |                     |
| mete: Cavalevu 2, Pe trasf.: Vatubua 2 c.p.: Ranavue 2 | Marcatori | c.p.: Cherrington 4 |

| Suva 17 agosto 1954 | Suva | 0 – 15 | NZ Maori XV | (Buckhurst Park) |

| Suva 19 agosto 1954 | Rewa-Lomaivitiù | 6 – 22 | NZ Maori XV | Buckhurst Park |

| Arbitro: | J Twentyman |

|                                             |           |                                                  |
| mete: Cavalevu trasf.: Ranavue c.p.:Ranavue | Marcatori | mete: Menzies, Wilson trasf.: ray 2 c.p.: Gray 2 |

| Arbitro: | C. Matheson |

|                           |           |                                    |
| mete: Dawai c.p.: Ranavue | Marcatori | mete: Goldsmith Menzies c.p.: Gray |